# Callaway (Maryland)
Callaway est une census-designated place située dans le comté de Saint Mary, dans l’État du Maryland, aux États-Unis. Lors du recensement de 2020, elle comptait 1 779 habitants.